# General Admission
General Admission ― второй студийный альбом американского рэпера Machine Gun Kelly, выпущенный 16 октября 2015 года лейблами EST 19XX, Bad Boy и Interscope Records. Альбом был поддержан двумя синглами: «Till I Die» и «A Little More» с участием Виктории Моне.

## Продвижение
В рамках подготовки к официальному выпуску General Admission, Machine Gun Kelly выпустил 10-трековый микстейп под названием Fuck It 23 июля 2015 года. Он выпустил микстейп из-за разочарования, после того как лейбл Bad Boy несколько раз откладывал выпуск General Admission. Микстейп был выпущен для поклонников в качестве извинения за задержки. Machine Gun Kelly выпустил обложку альбома и сообщил дату выхода 11 сентября 2015 года через Instagram. Многие фанаты взяли раскрасили название альбома цветами своих родных городов, чтобы показать свою поддержку и преданность движению.

## Синглы
Лид-сингл альбома под названием «Till I Die» был выпущен 5 января 2015 года на YouTube. Песня была спродюсирована MGK вместе с Кейси Макперри и продюсерской командой J. U. S. T. I. C. E. League. Песня заняла 32-е место в чартах Hot R&B/Hip-Hop Songs. В июне 2015 года MGK выпустил продолжение сингла через WorldStarHipHop, в котором приняли участие члены кливлендской хип-хоп-группы Bone Thugs-N-Harmony, рэпер Френч Монтана, а также рэперы Yo Gotti и Real Kid.
Второй сингл альбома под названием «A Little More» был выпущен 30 марта 2015 года, а сопровождающее музыкальное видео было выпущено 18 мая 2015 года. В записи трека приняла участие американская певица и автор песен Виктория Моне, а продюсером выступил Томми Браун. Сингл вошел в два соответствующих чарта и оказался на 108 и 35 местах соответственно. Он также занял 81-е место в чарте Canadian Hot 100.

## Критика
| Оценки критиков | Оценки критиков |
| Источник        | Оценка          |
| --------------- | --------------- |
| AllMusic        | [ 9 ]           |
| HipHopDX        | [ 10 ]          |
| XXL             | (XL)            |

Крис Менч из XXL посчитал альбом шагом вперед по сравнению с дебютной работой. Дэвид Джеффрис из AllMusic заявил, что "Общий прием может быть агрессивным и грубым, как у Nirvana In Utero. Маркус Доулинг из журнала HipHopDX назвал его нацеленным на высокую планку, но не достигшим ее, при этом по пути рассказывается удивительная история.

## Трек-лист
| №                   | Название                                   | Автор(ы)                                                                             | Producer(s)                       | Длительность |
| ------------------- | ------------------------------------------ | ------------------------------------------------------------------------------------ | --------------------------------- | ------------ |
| 1.                  | «Spotlight» (featuring Lzzy Hale)          | Colson Baker James Scheffer Elizabeth Hale Isaac de Boni Michael Mule Michael Burman | Jim Jonsin                        | 5:05         |
| 2.                  | «Alpha Omega»                              | Baker Michael Crawford Earl Johnson Bob Montgomery B. White D. Langford B. Allen     | Narcotics                         | 3:32         |
| 3.                  | «Till I Die»                               | Baker Casey McPerry Erik Reyes-Ortiz Kenneth Bartolomei Marcel Primous               | MGK McPerry J.U.S.T.I.C.E. League | 3:33         |
| 4.                  | «Eddie Cane»                               | Baker Johnson                                                                        | JP Did This 1                     | 3:06         |
| 5.                  | «Bad Mother Fucker» (featuring Kid Rock)   | Baker Johnson Robert Ritchie                                                         | JP Did This 1                     | 3:33         |
| 6.                  | «World Series»                             | Baker Johnson                                                                        | MGK JP Did This 1 Slim Gudz       | 3:35         |
| 7.                  | «Oz.»                                      | Baker Scheffer de Boni George Clinton Niko Marzouca                                  | Jim Jonsin                        | 2:54         |
| 8.                  | «Everyday»                                 | Baker Nathan Fox Rami Eadeh                                                          | Fox J.P. Floyd Rami Beatz         | 4:01         |
| 9.                  | «Gone» (featuring Leroy Sanchez)           | Baker Scheffer Leroy Sanchez de Boni Marzouca                                        | Jim Jonsin                        | 4:01         |
| 10.                 | «Story of the Stairs»                      | Baker Ned Cameron                                                                    | Cameron Grizz Lee                 | 3:10         |
| 11.                 | «Merry Go Round»                           | Baker Scheffer Jennifer Decilveo de Boni Jetta Hartley                               | Jonsin Decilveo                   | 4:05         |
| 12.                 | «A Little More» (featuring Victoria Monet) | Baker Tommy Brown Victoria McCants Thomas Lumpkins                                   | Brown                             | 3:57         |
| 13.                 | «All Night Long»                           | Baker Andrew Papaleo Warren Zevon                                                    | Pops                              | 7:02         |
| Общая длительность: | Общая длительность:                        | Общая длительность:                                                                  | Общая длительность:               | 51:35        |

| №                   | Название            | Автор(ы)                           | Producer(s)         | Длительность |
| ------------------- | ------------------- | ---------------------------------- | ------------------- | ------------ |
| 14.                 | «Make It Happen»    | Baker Johnson Eric Allen Diji Parq | JP Did This 1       | 4:43         |
| 15.                 | «Round Here»        | Baker                              | Slim Gudz           | 4:20         |
| 16.                 | «Therapy»           | Baker Brown                        | Brown               | 3:34         |
| Общая длительность: | Общая длительность: | Общая длительность:                | Общая длительность: | 65:10        |

| №                   | Название                                                                                      | Автор(ы) | Producer(s)                       | Длительность |
| ------------------- | --------------------------------------------------------------------------------------------- | --- | --------------------------------- | ------------ |
| 17.                 | «Life»                                                                                        | Baker Andre Lyon Marcello Valenzano | Cool & Dre                        | 3:59         |
| 18.                 | «Till I Die: Part II» (featuring Bone Thugs-n-Harmony, French Montana, Yo Gotti and Ray Cash) | Baker McPerry Reyes-Ortiz Bartolomei Primous Byron McCane Charles Scruggs Steve Howse Anthony Henderson Stanley Howse Karim Kharbouch Mario Mims Wardell Cheeks | MGK McPerry J.U.S.T.I.C.E. League | 4:18         |
| Общая длительность: | Общая длительность:                                                                           | Общая длительность: | Общая длительность:               | 73:27        |

## Чарты
| Чарт(2015)                             | Высшая позиция |
| -------------------------------------- | -------------- |
| Австралия (ARIA)                       | 38             |
| Бельгия/Фландрия (Ultratop)            | 74             |
| Канада (Canadian Albums Chart)         | 5              |
| Германия (Offizielle Top 100)          | 94             |
| Новая Зеландия (RMNZ)                  | 33             |
| Норвегия (VG-lista)                    | 30             |
| Швейцария (Schweizer Hitparade)        | 72             |
| UK Albums (OCC)                        | 120            |
| US Billboard 200                       | 4              |
| США (Billboard Top R&B/Hip-Hop Albums) | 1              |

| Чарт (2015)                           | Позиция |
| ------------------------------------- | ------- |
| US Top R&B/Hip-Hop Albums (Billboard) | 67      |
| Чарт (2016)                           | Позиция |
| US Top R&B/Hip-Hop Albums (Billboard) | 92      |

## Сертификации
| Регион                                                                      | Сертификация | Продажи |
| --------------------------------------------------------------------------- | ------------ | ------- |
| США (RIAA)                                                                  | Золотой      | 500 000 |
| Данные о продажах + прослушиваниях приведены только на основе сертификации. |              |         |